# Середа Борис Петрович
Борис Петрович Середа (24 серпня 1961, Запоріжжя, Українська РСР, СРСР) — український вчений у галузі матеріалознавства та обробки металів, металургії,  автомобілів та автомобільного господарства. Доктор технічних наук, професор.Президент АН Матеріалознавства  Інновацій Транспорта (МІТ), Академік АН МІТ, доктор технічних наук, професор. Директор НДЦ ЕМ. Завідувач кафедри автомобілів та транспортно-логістичних систем .Учень видатних вчених в галузі матеріалознавства академіка, д.т.н., професора Лахтіна Ю. М. , д.т.н., професора Когана Я. Д, д.т.н., професора  Штесселя Е.А.

## Життєпис
Народився в місті Запоріжжя. Закінчив СШ № 54 (із золотою медаллю) і автомобільний факультет Запорізького машинобудівного інституту імені В. Я. Чубаря за спеціальністю «Автомобілі та трактори» (1983, з відзнакою).
У 1989 році захистив кандидатську, а в 1994 році — докторську дисертації в Московському автомобільно-дорожному інституті (МАДІ). В 1995 році захистив докторську дисертацію в Запорізькому державному технічному університеті. 
З 1989 до 2015 року працював в Запорізькому індустріальному інституті (з 29.08.1994 р. — Запорізькій державній інженерній академії) завідувачем кафедри матеріалознавства та обробки металів . Звання професора отримав у 1995 році.  З 2015 року працює в Дніпровському державному технічному університеті (ДДТУ). Директор і науковий керівник Науково-дослідного центру матеріалознавства , Інновацій та  транспорту, завідувач кафедри «Автомобілів та транспортно-логістичних систем», доктор технічних наук, професор, Академік АН МІТ, головний редактор наукового фахового журналу Математичне моделювання Дніпровського державного технічного університету (ДДТУ).

### Наукова діяльність
Відмінник освіти України. Нагороджений нагрудним знаком «За наукові та освітні досягнення» Міністерства освіти і науки України. Лауреат нагороди Ярослава Мудрого в галузі науки і техніки, Лауреат міжнародної премії імені Д. К. Чернова. Президент Академії Наук Матеріалознавства  Іновацій  і Транспорта (МІТ), Академік АН МІТ, Головний редактор наукового фахового журналу «Математичне моделювання».  Голова спеціалізованої вченої ради ДДТУ з PHd матеріалознавства.-132.-матеріалознавство.  Член міжнародних товариств  з автомобілів і транспорту, матеріалознавства, металознавства і термічної обробки (USA, UK,France, Spain).Наукові інтереси: поверхневе зміцнення матеріалів в умовах високотемпературного синтезу, прокатка, пресування і волочіння сталей спеціального призначення і кольорових металів, зміцнення і підвищення надійності деталей автомобілів, двигунів автомобілів , експертне матеріалознавство, визначення давності написання документів при комплексній експертизі матеріалів речовин і виробів.
Автор понад 500 наукових робіт, 9 підручників і 8 монографій автор і співавтор понад 60 патентів. Лауреат міжнародної премії ім. Д. К. Чернова та нагороди Ярослава Мудрого. Під його керівництвом захистилася велика плеяда молодих вчених (5 докторів технічних наук та 15 кандидатів технічних наук), які успішно працюють в області поверхневого зміцнення деталей військової та ракетно-космічної техніки, зміцнення і підвищення надійності автомобілів і автомобільного транспорту,промислового транспорту, автомобілів. Експерт в галузі матеріалознавства, експертного матеріалознавства щодо встановлення дати написання документів, експерт в області надійності, діагностики та експлуатації автомобільного транспорту
Опублікував 88 статей в  SCOPUS. Індекс Гірша —- 14, цитування  445.
Найбільш відомі підручники і навчальні посібники:
- Металознавство і термічна обробка чорних і кольорових металів.
- Теорія будови рідкого кристалічного і аморфного стану речовини.
- Обробка металів тиском.
- Прокатне виробництво.
- Нові матеріали в металургії.
- Технологія ковальсько-штампувального виробництва.
- Поверхневе зміцнення матеріалів
- Обробка металів тиском при нестаціонарних температурних умовах.
- Поверхнево Зміцнення конструкційніх матеріалів в условиях СВС.
- Поверхневе зміцнення матеріалів працюючих в умовах комплексного впливу агресивних речовин.
- Поверхневе зміцнення конструкційних матеріалів з використанням композиційних насичуючих середовищ.Автомобільні двигуни.
- Автомобільні двигуни
- Підвищення експлуатаційної стійкості та ефективності роботи промислового транспорту в умовах металургійного підприємства
- Інформаційні комп’ютерні системи автомобільного транспорту
- Математичне моделювання технологічних процесів підприємств автомобільного транспорту
- Управління якістю в обслуговуванні і ремонті автомобілів
- Методи експериментальних досліджень, аналіз та презентація результатів
- Ресурсозберігаючі технології обслуговування та ремонту автомобілів